# Bangabandhu-1
Il Bangabandhu satellite-1 (BS-1) è il primo satellitare per comunicazioni geostazionarie del Bangladesh gestito dalla Bangladesh Communication Satellite Company Limited (BCSCL). Il progetto è implementato dalla Bangladesh Commissione di regolamentazione delle telecomunicazioni (BTRC).

## Panoramica
Il satellite Bangabandhu-1 dovrebbe trovarsi a 119,1 ° di slot geostazionario di longitudine est. Prende il nome dal padre della nazione Sheikh Mujibur Rahman. È progettato e prodotto da Thales Alenia Space e lanciato da SpaceX. Il costo totale del satellite è stato stimato in 248 milioni di dollari nel 2015 (Tk 19,51 miliardi). Bangabandhu Satellite-1 trasporta un totale di 40 transponder in banda Ku e C con una capacità di 1600 megahertz e una durata prevista di 15 anni.
Bangabandhu Satellite-1 è stato lanciato l'11 maggio 2018 alle 22:14 CEST su un razzo Falcon 9. è il primo carico utile da lanciare usando il nuovo modello Block 5 del razzo. Si prevede che la vita del satellite superi i 15 anni.
Dopo il lancio del primo nanosatellite del Bangladesh, il cubesat BRAC Onnesha nel 2017, il Bangabandhu-1 diventerà il primo satellite full-size del Bangladesh.